# Episodi di Private Practice (seconda stagione)
La seconda stagione della serie televisiva Private Practice, composta da 22 episodi è stata trasmessa negli Stati Uniti a partire dal 1º ottobre 2008 sul canale ABC.
In Italia, la seconda stagione è stata trasmessa in prima visione assoluta dal 26 gennaio 2009 al 22 giugno 2009 su Fox Life di Sky, con un episodio a settimana. In chiaro, invece, è trasmessa da Rai 2 dal 12 giugno 2010.
| nº | Titolo originale      | Titolo italiano              | Prima TV USA     | Prima TV Italia  |
| -- | --------------------- | ---------------------------- | ---------------- | ---------------- |
| 1  | A Family Thing        | Cose di famiglia             | 1º ottobre 2008  | 26 gennaio 2009  |
| 2  | Equal and Opposite    | Segreti                      | 8 ottobre 2008   | 2 febbraio 2009  |
| 3  | Nothing to Talk About | Niente di cui parlare        | 22 ottobre 2008  | 9 febbraio 2009  |
| 4  | Past Tense            | Passato e futuro             | 29 ottobre 2008  | 16 febbraio 2009 |
| 5  | Let It Go             | Lasciar andare               | 5 novembre 2008  | 23 febbraio 2009 |
| 6  | Serving Two Masters   | Fiducia                      | 19 novembre 2008 | 2 marzo 2009     |
| 7  | Tempting Faith        | Tentati dalla fede           | 26 novembre 2008 | 9 marzo 2009     |
| 8  | Crime & Punishment    | Diritto di scelta            | 3 dicembre 2008  | 16 marzo 2009    |
| 9  | Know When to Fold     | Sapere quando ritirarsi      | 10 dicembre 2008 | 23 marzo 2009    |
| 10 | Worlds Apart          | Mondi diversi                | 17 dicembre 2008 | 30 marzo 2009    |
| 11 | Contamination         | Contaminazione               | 8 gennaio 2009   | 6 aprile 2009    |
| 12 | Homeward Bound        | Legami familiari             | 15 gennaio 2009  | 13 aprile 2009   |
| 13 | Nothing to Fear       | Niente di cui aver paura     | 22 gennaio 2009  | 20 aprile 2009   |
| 14 | Second Chances        | Una seconda chance           | 29 gennaio 2009  | 27 aprile 2009   |
| 15 | Acceptance            | Approvazione                 | 5 febbraio 2009  | 4 maggio 2009    |
| 16 | Ex-Life               | Ex-vita                      | 12 febbraio 2009 | 11 maggio 2009   |
| 17 | Wait and See          | Aspetta e vedrai             | 19 febbraio 2009 | 18 maggio 2009   |
| 18 | Finishing             | Arrivi o te ne vai?          | 12 marzo 2009    | 25 maggio 2009   |
| 19 | What Women Want       | Quello che le donne vogliono | 19 marzo 2009    | 1º giugno 2009   |
| 20 | Do the Right Thing    | Fai la cosa giusta           | 26 marzo 2009    | 8 giugno 2009    |
| 21 | What You Do for Love  | Cosa si fa per amore         | 23 aprile 2009   | 15 giugno 2009   |
| 22 | Yours, Mine & Ours    | Tuo, mio, nostro             | 30 aprile 2009   | 22 giugno 2009   |

## Cose di famiglia
- Titolo originale: A Family Thing
- Diretto da: Mark Tinker
- Scritto da: Shonda Rhimes e Marti Noxon

### Trama
La clinica ha subito molti cambiamenti: Dell è diventato ambientalista, cambiando tazze del caffè, penne e camici; Pete chiede ad Addison di uscire e lei le risponde che deve pensarci; Violet organizza il solito viaggio con Cooper, che però la evita.
In clinica Cooper visita un ragazzino che gli confida che vuole avere rapporti con la sua ragazza. Cooper sa che il ragazzo ha l'HIV e si trova combattuto tra la decisione di rivelarlo al ragazzo andando contro la volontà dei genitori, o non dirgli niente e rischiare di far ammalare la ragazza. Naomi e Addison si occupano di una donna che le supplica di far nascere la sua bambina prematura di sei mesi, per poter prelevare del sangue dal cordone ombelicale e poter curare il primogenito dalla leucemia; dopo varie discussioni etiche e moraliste, Addison farà nascere la bambina e riuscirà a tenerla in vita.
Violet capisce che c'è qualcuno nella vita di Cooper. Il quale cerca di nuovo di convincere Charlotte a rivelare a Violet riguardo alla loro relazione, ma Charlotte rifiuta.
Naomi, durante una discussione con Addison, le rivela che la clinica versa in brutte acque oppressa da debiti e le fa promettere di non dire niente a nessuno. Dell intanto, cerca per tutto il giorno di parlare con Naomi, che lo evita; alla fine il ragazzo le dice di aver scoperto i debiti e rassegna le dimissioni. Addison allora va nell'ufficio di Sam e gli racconta della situazione economica della clinica, affermando che lui è l'unico che può affrontare Naomi. Il giorno dopo, egli indice una riunione dove spiega agli altri i problemi economici dell'Oceanside, e dichiara che d'ora in avanti sarà lui a occuparsi della clinica. Naomi sconcertata si alza e in lacrime esce.
- Guest star: David Sutcliffe, Amy Acker, Cheryl White, Blake Robbins, Tyler Patrick Jones.

## Segreti
- Titolo originale: Equal and Opposite
- Diretto da: Tom Verica
- Scritto da: Mike Ostrowski

### Trama
Dopo aver detto a Sam del segreto di Naomi sui problemi economici della clinica, Naomi non rivolge più la parola ad Addison e a Sam se non per motivi di lavoro. Addison e Naomi sono impegnate per far rimanere incinta una coppia giovane ma scoprono che i due oltre che marito e moglie sono in realtà fratello e sorella, i propri genitori erano ricorsi alla inseminazione artificiale, ma nonostante questa sconcertante rivelazione i due vogliono lo stesso continuare la loro relazione e chiedono ad Addison di chiudere le tube della ragazza. Cooper continua a mentire a Violet sulla sua relazione con Charlotte e sta male per questo, anche Violet sta male e si sfoga con Pete, durante una seduta con una macchina nuova acquistata da Pete per "succhiare il grasso".
La coppia in cura con Addison e Naomi parla con loro della scelta fatta, dato che Addison si trova contraria e durante la discussione il ragazzo si tradisce confidando che lui sapeva già tutto del loro legame di sangue, la ragazza allora sconvolta decide di lasciarlo, anche se lui non si rassegna. Cooper. che ha preso i pidocchi da dei suoi pazienti chiede a Violet una mano per toglierli e mentre lei gli fa lo shampoo le confida che si frequenta con Charlotte, dicendole anche che glielo sta dicendo perché gli faceva male tenere questo segreto con lei e anche perché sente che si sta innamorando di Charlotte.
Tutto il team si trova in difficoltà per la nuova gestione di Sam e decide di fargli capire che i pazienti sono come una famiglia e non solo "soldi", lui si convince e chiede fiducia a tutti.
Addison triste per la rottura dell'amicizia con Naomi chiama il poliziotto lasciandogli un messaggio abbastanza stupido in segreteria e pensa di averlo "perso" quando riattacca.
La puntata finisce con Addison e Sam che parlano della situazione affacciati ai rispettivi balconi, nel frattempo arriva Naomi che sembra voler andare da Addison, ma che cambia idea quando li vede affacciati che parlano e va da Sam, gli dice che è furiosa e baciandolo gli dice che praticherà solo rapporti sessuali feroci.
- Guest star: Tom Amandes, Fran Kranz, Zoe Perry, Kimberly Kevon Williams, Ian Nelson.

## Niente di cui parlare
- Titolo originale: Nothing to Talk About
- Diretto da: Helen Shaver
- Scritto da: Ayanna A. Floyd

### Trama
Addison va in ospedale per una caduta. Qui, incontra Dell e scopre che ora il ragazzo lavora lì. Intanto, Charlotte occupa tutta la giornata di Addison per farla operare. La dottoressa ora si sente nuovamente viva per avere tanti pazienti in un giorno solo e, visto il suo entusiasmo, Charlotte ne approfitta per offrirle un nuovo posto di lavoro. All'ora di pranzo, Addison incontra Kevin e, insieme pranzano per poi darsi un appuntamento. Addison, finita la pausa, torna in sala operatoria, ma capisce che quella non è più la sua vita e rifiuta la nuova proposta di lavoro. Tornata in ufficio, nonostante l'ostilità che si è creata dopo la sua confessione a Sam, Addison trova Pete d'accordo con lei e, dopo aver parlato con l'amico ritrovato, Addison si fa forza e confessa a Naomi di aver visto Dell in ospedale.
Violet ha un colloquio con una donna che le chiede dei sonniferi. Violet capisce subito che qualcosa non va e riesce a far confessare la donna la quale dice di avere paura di suo figlio, considerandolo sociopatico e, confessa inoltre, che dopo la morte del padre ha ucciso il suo cane. La donna spaventata e in lacrime, riesce a farsi convincere e porta suo figlio da Violet. Il ragazzo, nonostante le pressioni di Violet, non parla e se ne va dopo non aver detto una parola. Violet preoccupata per il comportamento del ragazzo, si reca a scuola per parlare con compagni e insegnanti. All'uscita della scuola però, incontra il ragazzo il quale, in preda alle lacrime, confessa tutto: ha ucciso il cane che era malato, non riusciva più a vederlo soffrire e, inoltre, sapeva che le cure costavano molto e loro, dopo la morte del padre, non godevano più di un benessere economico.
Pete ha a che fare con un vecchio amico, capo dei pompieri. L'uomo, riporta delle ferite lievi, ma confessa a Pete un segreto che si porta dentro da molto: sotto gli indumenti porta la lingerie femminile, solo così si sente vivo. Pete, dopo aver rassicurato l'amico, lo saluta e lo lascia andare. Poco dopo, l'uomo viene ricoverato di corsa in ospedale per delle ustioni riportate durante il lavoro. Pete accorre subito, richiesto esplicitamente dall'uomo, ma mentre lo sta curando, ecco che di fronte all'uomo, preoccupati, si schierano i compagni pompieri, che scoprono il segreto dell'uomo. Vergognandosi, l'uomo pensa che tutta la sua vita lavorativa sia finita, ma fortunatamente Pete riesce a farlo ragionare e lo rincuora.
Tra Sam e Naomi è rinata un'intensa vita sessuale, nonostante ora al comando ci sia Pete. La cosa però non è ben vista da Violet che sconsiglia all'amica di continuare su questa strada. Più tardi, dopo aver scoperto che Dell lavora all'ospedale, Naomi va a trovarlo e gli chiede di tornare a lavorare con loro, trovando però il ragazzo contrario. Tornata in ufficio, e dopo aver parlato con Violet, Naomi capisce che probabilmente l'amica ha ragione e che Sam la sta solo sfruttando. Così, decisa, Naomi va in ufficio da Sam e tra i due scoppia una furiosa lite. Proprio in quel momento arriva Dell che presenta le sue richieste per riprendersi il posto e, solo grazie all'aiuto di Naomi, Sam accetta di riprendere il ragazzo a lavorare.
Intanto, Cooper continua la sua relazione sessuale con Charlotte.
- Guest star: Ernie Hudson, Leslie Hope, Audrey Wasilewski, Joe Nieves, David Sutcliffe.

## Passato e futuro
- Titolo originale: Past Tense
- Diretto da: Michael Pressman
- Scritto da: Craig Turk

### Trama
Addison, appoggiata da tutto lo studio, decide di rinchiudere Sam e Naomi in una stanza per farli parlare e chiarire, per poter far tornare tutto come prima. Poco dopo, i due escono dalla stanza e comunicano la loro scelta: far votare allo studio chi sarà il nuovo capo. Sconvolti per la decisione di Sam e Naomi, tutti si ritrovano a parlare quando arriva alla Oceanside una donna che porta con sé Pete: è Meg, dalla quale poi Addison e Violet scopriranno cose molto interessanti sul passato da medico di Pete.
Cooper intanto, ha a che fare con un bambino autistico che, all'età di quattro anni ha smesso di parlare. Cooper comincia a fare le sue analisi quando però la madre lo riconosce e capisce che l'aveva visto su di un sito per incontri tra adulti e, ritenendolo un pervertito, porta via il suo bambino. Cooper però va da Charlotte per raccontarle l'accaduto e trova l'appoggio della donna che lo spinge a continuare le sue ricerche. Durante la giornata, Cooper capisce che probabilmente non si tratta di autismo e lo va a comunicare alla donna. L'indomani, si presenta in studio la donna con il bambino che si apprestano alle cure consigliate da Cooper. Poco dopo, il bambino torna a parlare: Cooper è riuscito a guarirlo. Tornato a casa, Cooper è con Charlotte e decide di rimandare il rapporto sessuale per conoscersi meglio.
Addison ha un nuovo caso: una ragazza di famiglia musulmana, si presenta allo studio per tornare vergine. Inizialmente contraria, Addison viene un po' mossa dalla sua posizione dopo aver scoperto che la ragazza vuole subire l'operazione a seguito di una violenza per poter poi sposarsi con un uomo che non ha mai conosciuto nel suo paese. Dalle prime analisi però, si scopre che in realtà la ragazza non ha subito violenza, bensì era consenziente: la ragazza confessa infatti di avere un ragazzo in America che però i suoi genitori non accetterebbero mai. Addison, ferma sulla sua decisione di non operare, ne parla con gli altri e, decide così di far parlare la ragazza con la madre. Nonostante il colloquio tra le due, la decisione rimane ferma sull'operazione e così, Addison si trova costretta ad operarla, nonostante la ragazza non sarà felice.
La giornata è finita ed è ora delle votazioni: a gran sorpresa, tutto lo studio vota per Addison. Ora il nuovo capo sarà lei. Quando tutti se ne stanno per andare, Naomi e Sam si ritrovano insieme, e tra loro accade qualcosa: i due si ritrovano a baciarsi. Tornata a casa, Addison chiama Kevin e capisce che non c'è motivo per aspettare e che lei si sente pronta: i due finiscono per fare l'amore.
- Guest star: Jayne Brook, Rebecca Lowman, Rome Shadanloo, David Sutcliffe.

## Lasciar andare
- Titolo originale: Let It Go
- Diretto da: Michael Zinberg
- Scritto da: Lauren Schimdt

### Trama
Addison, come nuovo capo, cerca dei miglioramenti per aumentare il profitto del posto. Successivamente, grazie a Dell, scopre che ci sono delle parcelle non pagate, e soprattutto che Sam e Naomi sono in possesso del quarto piano che però non vogliono dare in affitto perché quello era il loro primo sogno, e ora che sembra che tra loro stia tornando tutto come prima, non possono abbandonare e lasciare quel piano. Intanto, tutta l'équipe è impegnata con una paziente, Jenna, che vuole rimanere incinta in quanto sta per morire. Addison però, venuta a conoscenza della situazione, si impone e dice di essere contraria a questo in quanto, la ragazza è malata e in un futuro, quel bambino crescerebbe da solo. Poco dopo, Addison incontra il marito della ragazza con il quale parla e, scopre che lui è titubante. Proprio mentre sta avvenendo l'inseminazione, interviene il ragazzo che dice che non se la sente e dice che è grazie ad Addison se l'ha capito. La cosa degenera e ora Naomi è ancora più arrabbiata con l'amica, ma questa volte trova Pete a sostenere Addison. Poco dopo, ecco che torna Jenna che dice di volere ancora quel bambino e di cercare quindi un donatore, nonostante ciò non sia possibile. Solo dopo aver parlato con Addison e capito la situazione, Naomi parla con la ragazza e le confessa che non può farlo e, in quell'istante arriva il ragazzo con Pete che dice alla moglie di voler stare con lei, ma di non essere pronto per un figlio. A fine giornata, Naomi si ritrova a parlare con Sam, al quale dice di non poter continuare la loro storia, e che è ora di lasciarsi andare. All'ascensore, Naomi incontra Addison e le dice di poter dare in affitto il quarto piano, cosa che lei ha già fatto.
Violet, sentendosi ancora tradita da Cooper che ormai è preso da Charlotte, si incontra con la sua migliore amica di college che ora è candidata alle elezioni. La donna chiede all'amica un grande favore: far sparire le sue cartelle mediche che mostrano che, da giovane, per difendersi uccise la madre e venne sottoposta a elettroshock. Violet è titubante e, in ufficio, trova Cooper pronto ad ascoltarla, ma che, ovviamente, vuole dissuaderla dall'assecondare l'amica. Violet invita a pranzo l'amica che però non reagisce bene e rinfaccia a Violet di esserle stata vicina in passato. Toccata da ciò, Violet va in ospedale dove, grazie anche all'aiuto di Charlotte nonostante le pressioni di Cooper, riesce a prendere le cartelle. Pensando di fare la cosa giusta, Violet si reca dall'amica, ma quest'ultima decide di distruggere tutto. Ancora sotto shock, Violet torna in ufficio e piange sulla spalla di Cooper, che preferisce ascoltare l'amica piuttosto che controllare i risultati del test dell'HIV fatto con Charlotte a dimostrazione che la loro storia sta diventando importante per entrambi.
Pete intanto, si scopre innamorato di Meg alla quale chiede di rimanere o comunque, di tornare da lui non appena rientri dal Ghana.
- Guest star: Jayne Brook, Ming-Na, Geffri Maya, Erin Way, Jack Briggs, David Sutcliffe.

## Fiducia
- Titolo originale: Serving Two Masters
- Diretto da: Joanna Kerns
- Scritto da: Emily Halpern

### Trama
La storia tra Addison e Kevin va alla grande, fino a quando lui le dice "ti amo". Al lavoro, Addison si sfoga con Naomi per la sua paura per quelle due parole. Al lavoro, Addison ha come paziente una giovane donna che, con il marito, spera tanto di avere una bambina. L'ecografia mostra che veramente i due aspettano una bambina ma, purtroppo, la bimba ha una malformazione cardiaca che porta dei problemi. Poco dopo, si presenta l'uomo con un'altra donna: anche lei è sua moglie. Anche la seconda moglie è incinta e così, l'uomo ha paura che questa malformazione possa averla anche lei. Addison, per etica professionale visita la donna che risulta sana, ma per morale, sgrida l'uomo. Pete, che con lei assiste alle donne, le vieta di parlare della bigamia dell'uomo, ma Addison aggira l'ostacolo e fa sì che, l'indomani, le due donne si ritrovino insieme nella stessa stanza. Tornata a casa, stremata, Addison parla con Kevin il quale però deve andarsene per lavoro. Addison, ossessionata le controlla il telefono e decide di seguirlo. Scopre così che veramente Kevin era al lavoro, ma viene scoperta e arrestata, deludendo molto Kevin. L'indomani ecco che le due donne, come previsto, si incontrano e scoprono così di essere sposate con lo stesso uomo e, sentite le urla, intervengono Addison e Cooper che scoprono che a una delle due si sono rotte le acque. La donna comincia il travaglio e, in un momento di gioia e dolore, le due donne si ritrovano vicine e amiche entrambe convinte di non voler più vedere il marito. La sera a casa, Addison è triste per quello che ha fatto, ma ecco che suona al campanello Kevin: i due parlano e si ritrovano di nuovo insieme.
Sam, Cooper e Pete sono a bere in un bar quando vedono Charlotte. Cooper, forse un po' ubriaco, si avvicina alla donna e, insieme, escono lasciando senza parole Pete e Sam. L'indomani, tutti si riuniscono e, mettendo in mezzo Violet, scoprono che Cooper è fidanzato con Charlotte. Cooper, un po' intimidito, se ne va. Poco dopo viene raggiunto da Violet contro la quale sfoga la sua rabbia incolpandola per aver parlato. A casa, Cooper incontra Charlotte alla quale racconta di aver detto tutto ai suoi amici e che ora le cose sono serie, trovando stranamente Charlotte non contraria.
Sam e Naomi seguono il caso di un'anziana coppia loro paziente. L'uomo, innamorato della moglie ora affetta da alzheimer, si rifiuta di mandarla in una casa di cura nonostante i problemi contro cui va: la donna non vuole prendere le sue pillole e solo la vista di Ellen, sua sorella defunta che riconosce in Naomi, accetta di prenderle. Dopo la visita, i due vanno a casa ma, poco dopo, Sam e Naomi vengono chiamati dall'ospedale: i due anziani sono stati ricoverati dopo una caduta. Dalle analisi fatte alla donna, Naomi pensa che non possa essere alzheimer e richiede, ed ottiene, il permesso per una cura grazie alla quale anche se per poco, potrà tornare lucida. Pochi istanti dopo l'esperimento, la donna si sveglia e riconosce suo marito, al quale chiede di essere rinchiusa per potersi far curare. L'uomo, a malincuore, la porta nella casa di cura sotto gli occhi di Naomi e Sam che comprendono quando forte e grande sia il loro amore.
Intanto allo studio, i lavori provenienti dal quarto piano stanno diventando sempre più insopportabili tanto che Violet, stanca, decide di andare a lamentarsi con i nuovi, misteriosi, proprietari. Scesa, Violet si trova di fronte Charlotte, rimanendo allibita anche perché la donna non ha detto a Cooper che sarà lei la nuova concorrenza. Infuriata, Violet minaccia Charlotte di andare a parlare lei stessa con Cooper. L'indomani, Violet scopre che Cooper è ancora all'oscuro di tutto e lei è in difficoltà con l'amico. Violet sta per confessare tutto a Cooper quando però scopre che l'amico è veramente felice con Charlotte e così, contenta per lui, torna a parlare della loro amicizia senza nominare Charlotte e il suo lavoro.
Dell, impegnato con il lavoro, chiede ad Addison un ufficio per sé, ma la donna dice che presto gliene troverà uno. Il ragazzo però, riesce a liberarsi uno spazio da sé e, il pomeriggio, viene scoperto da Addison e Naomi nel suo nuovo "ufficio" dove sta giocando con una bambina. Solo dopo, Dell confessa loro che quella è sua figlia e che ora è con lui perché sua madre, tossico-dipendente, è ricaduta nel tunnel della droga.
- Guest star: Alexis Denisof, Alexandra Holden, Dess Wohl, Kim Hamilton, Billy Dee Williams, David Sutcliffe.

## Tentati dalla fede
- Titolo originale: Tempting Faith
- Diretto da: James Frawley
- Scritto da: Jon Cowan e Robert L. Rovner

### Trama
Addison torna a casa con Kevin e trovano la porta aperta. Pronto per mettere in fuga il probabile rapinatore, Kevin entra, ma dentro Addison trova Archer, suo fratello. L'indomani, mentre Addison sta raccontando dell'accaduto, Archer si presenta in ufficio riscuotendo successo tra Naomi e Violet. La sera, durante una festa, Archer e Naomi finiscono a letto insieme e, il giorno dopo, Sam lo viene a sapere, cosa che fa nascere in lui la gelosia.
Violet deve occuparsi di un caso molto delicato che sconvolge la quiete dell'Oceanside: il suo nuovo paziente sarà un uomo accusato di stupro plurimo su minori. Inizialmente Violet prova a difendere l'innocenza dell'uomo andando contro l'opinione dei colleghi, ma alla fine si convince anche lei che l'uomo non è poi così innocente e innocuo. Poco dopo, Violet cerca l'aiuto di Cooper per risolvere il caso, ma scopre che l'amico è ancora ignaro dei progetti di Charlotte e, alla fine, Violet non riesce più a mantenere il segreto svelando tutto all'amico. Cooper, indignato, si infuria con Violet e va da Charlotte alla quale fa una scenata per poi lasciarla.
Addison, è occupata con una coppia che aspetta dei bambini: la donna è infatti incinta di tre gemelli. Dall'ecografia però appare qualche anomalia in uno dei bambini che potrebbe essere eliminata con un'operazione, ma la donna si rifiuta in quanto pensa che la volontà di Dio farà sì che i suoi bambini nascano sani. La coppia se ne va ma, poco dopo, Addison viene chiamata dal pronto soccorso: la donna è in gravi condizioni e, uno dei tre bambini è morto. Ora la donna si convince a farsi operare in quanto quella non può essere la volontà di Dio. Finita l'operazione, due dei tre bambini sono sani e salvi. Mentre è in ospedale, Addison viene chiamata da un collega di Kevin: l'uomo è stato ferito ed è in sala operatoria. L'operazione è andata bene, ma ora Kevin dovrà stare a riposo. A casa, Addison trova il fratello, al quale dice che deve andarsene. Poco dopo, va da Naomi per stare con la sua migliore amica.
Dell, sconvolto ancora per il caso di Violet, decide di chiederle aiuto: vuole un ottimo avvocato per ottenere la custodia della figlia.
Intanto Pete, scopre che Meg è tornata dal Ghana per stare lì con lui e che proverà a smettere di fumare.
- Guest star: Grant Show, Jayne Brook, Cullen Douglas, Darby Stanchfield, Scott Michael Campbell, Geffri Maya, David Sutcliffe.

## Diritto di scelta
- Titolo originale: Crime and Punishment
- Diretto da: Mark Tinker
- Scritto da: Shonda Rhimes

### Trama
Il caso di una coppia da sempre paziente della Oceanside, divide lo studio: il marito ha assassinato la moglie dicendo che fu lei a chiederglielo. Ora Violet e Sam si ritrovano a essere "rivali": Violet crede all'innocenza dell'uomo mentre Sam pensa che sua moglie, pur essendo malata, non avrebbe mai chiesto di morire. I due si trovano spesso a discutere delle loro posizioni, chiedendo anche il parere degli altri. Infine, nonostante la fiducia di Violet, la donna riesce a far confessare l'uomo che racconta di averla uccisa perché non riusciva più a sopportarla.
Nel mentre, Addison si trova di fronte un caso particolare: una donna, in coma, aspetta un bambino che, dopo dei controlli, risulta sofferente ed Addison vorrebbe fare un cesareo, ma il marito, avendo sentito di una donna che in coma durante il parto, naturale, si era ripresa, non dà il suo permesso. Ora Charlotte ed Addison si trovano con le mani bloccate ed hanno paura che il bambino possa morire da un momento all'altro. Messa sotto pressione da Addison, Charlotte trova una soluzione legale: la donna, non sposata, è sotto la custodia dei genitori e così, questi ultimi, favorevoli alla nascita del nipote, accettano la proposta di Addison. Nonostante l'uomo sia contrario, non appena vede il bambino, si rende conto di amarlo e accettarlo nonostante tutto.
In ufficio, si presenta Meg destando meraviglia in tutti, soprattutto in Pete. Viene comunicato a tutti che da quel momento in poi, per aumentare i fondi, Meg lavorerà con loro. Con l'aiuto di Dell, Meg riceve la prima paziente: la ragazza parla con Dell e gli dice che vuole abortire. Sconvolto dalla cosa, Dell manda via la ragazza e va a lamentarsi con Naomi ed Addison. Le donne, trovandosi su fronti diversi, grazie all'aiuto di Violet capiscono che l'aborto è comunque una scelta propria. Poco dopo, la donna torna per portare a termine l'aborto.
Cooper, convinto della sua scelta, non cede alle richieste di Charlotte e continua a non rivolgerle parola e, addirittura, la rifiuta nonostante lei fosse andata a casa sua.
Addison torna felice a casa dove ad aspettarla c'è Kevin.
- Guest star: Brian Benben, Jayne Brook, Andy Milder, Joan McMurtrey, Noah Bean, Ivar Brogger, David Sutcliffe.

## Sapere quando ritirarsi
- Titolo originale: Know When to Fold
- Diretto da: Jeff Melman
- Scritto da: Elizabeth J.B. Klaviter

### Trama
Charlotte inaugura il suo nuovo studio aumentando così la concorrenza con l'Oceanside. Alla festa per l'inaugurazione vanno anche Pete e Sam che adocchiano dei pazienti. Attirano così un grande ciclista ma, mentre lo stanno curando, interviene la moglie chiedendo ai due di fermarsi in quanto l'uomo ha un problema cardiaco che potrebbe farlo morire. Nonostante le lamentele, l'uomo è convinto di gareggiare, e così farà. Durante la gara, Pete e Sam lo seguono via internet e, felici, scoprono che l'uomo vince ma, a fine gara qualcosa non va. I due corrono in ospedale, ma trovano l'uomo morto.
Addison intanto, ha a che fare con una paziente con un cancro ovarico ad uno stadio molto avanzato e l'unica soluzione per salvarla è lo svuotamento, ma la donna è contraria: vuole avere un bambino. Guardando la cartella della donna, Addison scopre che la falsa speranza della gravidanza è stata data alla donna da un medico che lavora per Charlotte. I due hanno un alterco e si scopre che la donna ha rifiutato le cure di Addison per prestarsi alle cure del nuovo dottore di Charlotte. Alla notizia però, Addison si rifiuta di dare le cartelle della sua paziente alla concorrenza, incontrando però le lamentele della donna che, alla fine, la convince a farsi dare i suoi documenti. Tornata a casa, Addison trova Kevin in procinto di uscire e ciò crea una furiosa reazione nella donna, che preferisce andarsene piuttosto che litigare. L'indomani, Charlotte si ritrova obbligata a richiedere l'aiuto di Addison per la paziente che aveva rifiutato le sue cure, la quale, purtroppo, ha avuto delle complicazioni e ha urgente bisogno di essere operata. Durante l'operazione, Addison, assistita dal dottore rivale, scopre che il tumore sembra essere sparito. Finita l'operazione, la donna si riprende e, si scopre che il tumore si è ridotto, ma la donna decide di operarsi. A casa, Addison trova Kevin ad aspettarla.
Intanto, Cooper decide di liberarsi completamente dei ricordi di Charlotte restituendole tutte le sue cose. Durante la discussione tra i due però, Cooper comincia a sospettare che Charlotte sia incinta. A casa, la donna continua a dare di stomaco e, forse, sorge in lei qualche dubbio, tanto da fare il test di gravidanza. Mentre aspettano i risultati, Charlotte e Cooper si ritrovano a parlare di probabili nomi per un eventuale figlio per poi però, scoprire, con qualche risentimento, che il test risulta negativo. Nonostante ciò però, Cooper non cambia idea e non torna con lei.
Dell, continua con il suo praticantato e, mentre sta facendo un'ecografia entra in confidenza con la ragazza che gli confessa di voler dare il suo bambino in adozione. Questo, fa venire un'idea al ragazzo che la propone a tutti per aumentare gli introiti dello studio: l'adozione, fare cioè da tramite tra le donne che vogliono dare in affidamento i loro bambini e quelle famiglie che vogliono adottare. Così facendo aumenterebbero i pazienti di Cooper, di Violet. L'indomani, l'idea di Dell comincia a realizzarsi: la paziente di Dell si appresta ad un colloquio con Violet e, dopo il colloquio tocca alla probabile nuova famiglia. Infine, la coppia si incontra con la ragazza creando così, una reale nuova opportunità per lo studio.
Violet decide di accettare l'invito dello psichiatra del nuovo studio e, a fine serata, i due finiscono a letto insieme dove lui però, ha qualche problema di erezione. L'indomani, Violet va a parlare con Pete il quale le dà un rimedio per l'uomo. Violet così, invita di nuovo l'uomo il quale però, le dice che lei è troppo per lui e che non se la sente di intraprendere una storia. A fine serata, Violet si ritrova con Pete e tra i due scatta l'attrazione che li porta a cedere sessualmente.
- Guest star: Brian Benben, Sarah Drew, Jeffrey Pierce, Ione Skye, Meredith Monroe, Jay Harrington, David Sutcliffe.

## Mondi diversi
- Titolo originale: Worlds Apart
- Diretto da: Bethany Rooney
- Scritto da: Steve Blackman

### Trama
Cooper, arrivati in ufficio, capisce che Violet ha avuto un rapporto sessuale con qualcuno, ma l'amica, non vuole parlarne. Preso dal suo lavoro, Cooper si occupa di un bambino diabetico. Durante la visita, Cooper si accorge che la macchinetta per l'insulina collegata al corpo mediante una cannula, ha fatto infezione al bambino così, preoccupato, Cooper comincia a fare delle domande al bambino che confessa di dormire in macchina con il padre. Cooper chiama allora l'uomo che confessa di aver perso il lavoro e non potersi permettere una casa e che non può aspettare il tempo necessario all'arrivo della nuova macchinetta perché lo aspetta un colloquio di lavoro. Dopo una breve discussione però, Cooper convince l'uomo a rimanere. Per cercare una nuova macchinetta, Cooper dà il codice dell'attuale scoprendo che appartiene ad un bambino rapito. Sconvolto dalla notizia, Cooper parla con il bambino che racconta di essere fuggito con il padre che fu l'unico a credergli quando raccontò degli abusi subiti dal compagno della madre che, dopo la morte di quest'ultima, si trasferì definitivamente a casa loro. Mentre i due stanno parlando, il bambino ha una crisi e sviene. Subito Cooper lo porta in ospedale dove riescono a salvarlo. Cooper, combattuto dal chiamare o meno la polizia, decide, nonostante tutto, di seguire la volontà del bambino. Poco dopo però, Charlotte informa Cooper che ha chiamato lei la polizia e che stanno arrivando. Infuriato, Cooper corre dai suoi pazienti e li fa fuggire. Tornato in ufficio, Cooper riceve la visita di Charlotte che lo informa di averlo coperto per evitare di fargli perdere il lavoro.
Intanto, Addison si occupa di una sua vecchia paziente che, durante la visita, le dice di aver trovato il modo per fare parecchi soldi: la squillo. Sconvolta dalla notizia, Addison cerca di dissuaderla, ma riceve in cambio una moltitudine di pazienti. Durante una paura, Addison parla del suo caso agli altri, trovando però tutto lo studio contro. Tornata a casa, Addison ha una discussione con Kevin dopo che quest'ultimo ha scoperto che lei ha mandato una donna delle pulizie a casa sua. Mentre i due stanno parlando, Addison viene chiamata dalla sua paziente che le dice di essere stata picchiata. Addison accorre sul posto con Sam e i due trovano la ragazza in gravi condizioni. Subito viene portata in ospedale dove Addison capisce che la ragazza vuole continuare a fare quel lavoro e non vuole parlare con i suoi genitori. Solo dopo un colloquio con gli altri, Addison comunica alla ragazza che non potrà più essere il suo medico. Tornata a casa, Addison trova Kevin sul ciglio della porta che le comunica di tornare a casa sua e la ripaga per i lavori fatti a casa sua.
All'Oceanside si presenta un dottore del nuovo studio che vuole parlare con Naomi. Incuriosita, va da lui che gli mostra delle radiografie di una paziente malata di cancro che, grazie alle sue cure, è ora guarita e vorrebbe avere un figlio. Il dottore chiede quindi a Naomi collaborazione e di lavorare con lui. Inizialmente titubante, Naomi trova contrari anche Sam ed Addison. L'indomani, in ufficio si presentano il dottore e la sua paziente che ha un colloquio con Naomi. La donna riesce a convincere Naomi, tanto che quest'ultima comunica di voler affrontare questo nuovo caso.
Pete, dopo aver avuto un rapporto sessuale con Violet, si trova in difficoltà con la donna che, nonostante la sua confessione, non viene creduta da Cooper. Pete e Violet si ritrovano in ascensore e tra i due si sviluppa una forte attrazione che viene bloccata solo dall'apertura delle porte. Usciti dall'ascensore, Pete viene preso da Meg che lo bacia. I due, la sera vanno a cena e Meg capisce che qualcosa in Pete non va, ma l'uomo nega. Tornato in ufficio, Pete parla con Violet dell'accaduto e, mentre la donna lo sta accusando di essere un traditore, i due finiscono nuovamente per baciarsi. Proprio in quell'istante, entra Meg che, su tutte le furie fa una scenata a Pete.
- Guest star: Jayne Brook, Sean Bridgers, Siena Goines, Ginny Weirick, Joey Luthman, Jay Harrington, David Sutcliffe.

## Contaminazioni
- Titolo originale: Contamination
- Diretto da: Kate Woods
- Scritto da: Fred Einesman

### Trama
Naomi si trova ancora alle prese con la paziente di Wyatt che vuole rimanere incinta, ma la ragazza è troppo debole per mantenere nel suo corpo un embrione e quindi un futuro bambino. Riguardo alla questione di "lavorare con il nemico" Addison è contraria, ma sostiene comunque l'amica. Poco dopo, Addison viene contattata sia da Wyatt sia da Naomi per aiutare la donna a fare un trapianto ovarico per poter sostenere una gravidanza. Alla proposta, Addison, anche sconvolta dall'amica, risponde con un secco no. Solo successivamente, si convincerà che ognuno ha diritto a una possibilità e decide di operare la donna. Durante l'operazione però, qualcosa va storto e la ragazza ha una forte emorragia dovuta alla poca resistenza delle pareti dell'utero della donna, dopo la chemioterapia. Addison, vista la situazione, si trova costretta ad interrompere l'operazione e a chiudere la donna. Usciti dalla sala operatoria, Wyatt dice ad Addison che probabilmente non ha dato il suo massimo perché quella non era una sua paziente, bensì sua...dell'uomo che lei odia profondamente. A fine giornata, turbata per quanto è successo e per quanto le è stato detto, Addison si confida con Naomi la quale però le conferma che lei ha fatto tutto il possibile e che deve rilassarsi. Tornata a casa, spinta dalle parole dell'amica, Addison fa il primo passa e chiama di nuovo Kevin.
Cooper, ha a che fare con un bambino che mostra i sintomi del morbillo. Preoccupato per tutto lo studio medico, Cooper fa chiudere lo studio e mette in quarantena tutti i pazienti per vedere chi è stato contagiato. Preoccupato non solo per il piccolo paziente, ma anche per il fratellino, Cooper consiglia alla madre di far fare il vaccino al bambino, ma la donna si rifiuta dopo l'esperienza avuta con l'altro figlio, che secondo lei era diventato autistico in seguito al vaccino. Ora Cooper, riunitosi con tutti gli altri, si trova di fronte un muro visto che non può scavalcare la madre del bambino. Dopo aver riaperto lo studio, la madre del bambino torna da Cooper, preoccupata per la febbre alta del figlio. Cooper, allarmato corre in ospedale dove, dopo le prime cure prestate al bambino, prova a convincere Charlotte a farsi aiutare nella battaglia del vaccino. Mentre i due stanno discutendo, il bambino che sembrava stesse migliorando, ha una crisi improvvisa: la situazione precipita fino a che il cuore del bambino non smette di battere, sotto gli occhi impotenti della madre. Cooper, in preda alla rabbia, esce dalla stanza e si dirige dal fratellino del bambino e, nonostante le urla contrariate della madre, gli fa il vaccino. Sconvolto ancora per la perdita del piccolo paziente, Cooper trova una spalla su cui piangere in Charlotte.
Intanto, dopo l'allarme morbillo, Sam si trova costretto a chiamare il servizio sanitario che manda all'Ocean side un controllo. Si presenta all'ufficio Sonia che Sam reputa essere una fredda donna che vuole in tutti i modi distruggerlo. La donna, mette alla prova la prontezza di soccorso di Sam e dello studio e, quando vede che Sam ha fatto tutto il suo possibile e subisce anche le accuse di quest'ultimo, si sfoga con l'uomo dicendo che quello è il suo lavoro e non lo fa per punire nessuno o per divertirsi. Sam, capendo la donna, si scusa con lei e, trovando una bella persona, la sera escono insieme.
Dell si sta occupando di Betsy mentre la madre sta cercando lavoro quando va nel panico all'allarme morbillo in quanto non sa se la bambina è stata vaccinata. Prova a rintracciare la sua ex che però non risponde. Solo la sera, la ragazza si presenta e, venendo accusata di essere di nuovo fatta da Dell, si scusa dicendo che stava cercando lavoro. Dell, stanco di questa situazione, dice alla ragazza che vuole l'affidamento esclusivo di Betsy, sconvolgendo la ragazza. La sera però, dopo aver parlato con Violet, Dell decide andare dalla ragazza per dirle di voler trovare un punto d'incontro per crescere accanto alla figlia.
Intanto Violet, felice della sua vita sessuale con Pete, viene nuovamente corteggiata da Sheldon.
- Guest star: Brian Benben, Jillian Armenante, Sharon Leal, Agnes Bruckner, Siena Goines, Jay Harrington.

## Legami familiari
- Titolo originale: Homeward Bound
- Diretto da: Mark Tinker
- Scritto da: Sal Calleros

### Trama
Violet di sveglia dopo aver passato la notte con Sheldon, e arrivata allo studio si confida con Cooper, che si complimenta con lei. Poco dopo, Violet comincia il suo lavoro e incontra una donna la quale, dopo aver avuto un ictus, viene spinta dal figlio a trasferirsi da lui in un altro Stato. La donna però non vuole andarsene e confessa a Violet di avere una relazione che dura da molto tempo, anche prima della morte del marito. L'unico problema è confessare al figlio che la sua relazione è una relazione omosessuale. Durante una lite tra il figlio e la donna, quest'ultima ha un nuovo attacco e viene ricoverata in ospedale. In ospedale, l'uomo, convintosi ancora di più di voler portare con sé sua madre, la obbliga a confessare tutto: l'uomo, venendo a conoscenza della verità, sconvolto se ne va. Per qualche giorno l'uomo non si presenta in ospedale e la donna, triste, viene convinta anche dalla compagna a trasferirsi da lui. Poco dopo, il figlio, dopo aver parlato con Sam, si convince e va dalla madre mostrandole di aver accettato la cosa e le dice che può rimanere lì e che sarà lui ad andarle a trovare.
Intanto, Cooper si occupa di una sua vecchia paziente con una malattia congenita. Il suo caso, successivamente, coinvolgerà anche Addison, Naomi, Pete e, addirittura Wyatt. La bambina, dopo aver fatto delle analisi, risulta molto malata, e visto che anche suo padre e suo fratello hanno la stessa malattia, non possono starle vicino. Addison e Naomi provano a cercare una soluzione per salvare la bambina ed è allora che interviene Wyatt: l'uomo comunica ad Addison di aver provato una tipologia di analisi durante un cancro e che potrebbero provare con la bambina. L'équipe allora tenta questa nuova opzione, ma i risultati sono negativi: la bambina non ce la farà. Posto di fronte questa situazione, il padre, conoscendo il rischio che corre, lascia il figlio ad Addison e decide di andare vicino a sua figlia, terrorizzata da quella situazione.
Cooper, dopo aver lasciato il caso nelle mani di Addison, raggiunge Charlotte a casa del padre. Qui, trova la donna distrutta visto che sarà lei a dover staccare le spine che tengono in vita il padre. Dopo aver trovato il coraggio, Charlotte saluta per l'ultima volta suo padre. Durante il viaggio di ritorno, in aereo la donna ha una crisi di pianto e trova accanto a sé Cooper, pronto a sorreggerla.
A fine giornata, Violet è nel suo ufficio a parlare con Pete quando entra Sheldon: ora Violet si trova costretta a confessare di andare a letto con entrambi, deludendoli, e ritrovandosi sola.
Addison, ignorando l'appuntamento con Kevin, va da Wyatt lasciandosi trasportare dalla passione.
Naomi, preoccupata e gelosa di Sonia, dopo che Maya le ha confessato di trovare la nuova compagna del padre simpatica, la incontra, riscontrando a sua volta che è veramente una brava donna.
- Guest star: Brian Benben, Sharom Leal, Patty McCormack, Tim Guinee, Matthew John Armstrong, Elaine Kagan, Geffri Maya, Jay Harrington, David Sutcliffe.

## Niente di cui aver paura
- Titolo originale: Nothing to Fear
- Diretto da: Addison Libbi-Brown
- Scritto da: Jon Cowan e Robert Rovner

### Trama
Dopo aver passato la notte con Sheldon, al quale non importa della doppia relazione della donna, Violet scopre di essere incinta, ma non sa di chi. Arrivata in ufficio, nonostante il gelo tra lei e Pete, Violet si butta sul lavoro. La donna incontra una sua vecchia paziente, affetta da agorafobia che, a detta della figlia, sta peggiorando tanto da non volere neanche andare al matrimonio di quest'ultima. Violet, prova a convincere la donna che tutto va bene e che non ha niente di cui preoccuparsi tanto da convincerla ad andare al matrimonio. Proprio mentre la donna sta per scendere dalla macchina, la donna viene di nuovo colpita da un attacco di agorafobia e Violet si trova costretta a dover intervenire di nuovo. Dopo una lunga chiacchierata ecco che la donna, accompagnata da Violet, si fa coraggio ed entra in chiesa, riempiendo il cuore della figlia di felicità.
Intanto, Pete riceve la visita di un vecchio amico sia suo che di Sam, medico anche lui, molto malato. L'uomo, comunica ai due che sta per morire e che vorrebbe essere aiutato a morire. Inizialmente contrari, Pete e Sam si ritrovano a casa dell'uomo che sta soffrendo molto. Poco dopo, Pete si convince e porta all'uomo una dose molto elevata di morfina che lo aiuterà a morire. Sam però, seguendo l'etica medica, deve fermare Pete e dà la siringa all'amico dicendogli che loro due casualmente lo perderanno di vista, permettendogli così di morire in pace.
Addison, sentendosi colpevole per quanto è accaduto con Wyatt, non riesce a guardare Kevin e decide così di buttarsi a capofitto nel lavoro. Collaborando con Dell e Naomi, Addison si occupa di un parto di una ragazza che, subito dopo aver partorito darà in affido il suo bambino. Durante il parto però, qualcosa va storto e Addison scopre che il bambino ha una malformazione. Alla notizia, la futura famiglia affidataria, si rifiuta di prendere il bambino, sconvolgendo così la ragazza. Subito dopo il parto, la ragazza vede il suo bambino e decide di non volerlo più dare in affido ma, successivamente capisce che da sola non ce la potrebbe mai fare e così, decide nuovamente di dare il bambino alla famiglia, ora sicura di volere quel bambino.
Cooper, dopo aver passato la notte con Charlotte, si sveglia accanto alla donna la quale gli propone di sposarsi il giorno stesso a Las Vegas, sconvolgendo l'uomo. Dopo questa notizia, Cooper va da Violet, chiusa in un armadio e, sedutosi accanto all'amico, le confessa di aver ricevuto la proposta di matrimonio da Charlotte e, a sua volta, Violet confessa all'amica di essere incinta, ma di non sapere di chi.
A fine giornata, Addison, tornata a casa confessa a Kevin di non poter continuare la loro storia e, dopo averlo lasciato, si reca da Wyatt ma, quando entra nel suo ufficio vi trova suo fratello Archer con Naomi.
- Guest star: Brian Benben, Joel Grey, Grent Show, Susan Ruttan, Sarah Drew, David Sutcliffe.

## Una seconda chance
- Titolo originale: Second Chances
- Diretto da: Jim Frawley
- Scritto da: Craig Turk

### Trama
Addison viene chiamata di corsa dall'ospedale dove ad aspettarla per collaborare al caso trova Archer. La donna da visitare, incinta, ha avuto un ictus durante una lite con il marito, con il quale prima della gravidanza stava per divorziare. La donna viene portata in sala operatoria per sistemare il problema neurologico e Addison è lì accanto al fratello a monitorare il bambino. La donna esce dalla sala operatoria e, nonostante ancora non parli, sembra essere andato tutto per il meglio. L'indomani però, la donna ha una nuova crisi e Archer assieme ad Addison, si vede costretto a portarla nuovamente in sala operatoria e, questa volta la fanno partorire mentre Archer cura il problema neurologico. L'operazione va bene e, quando Addison porta il bambino alla donna, il marito si rende conto che ama ancora sua moglie e la famiglia sembra essere stata riunita.
Dell incontra un uomo, evidentemente tossicodipendente, che cerca Pete. Accomodatosi nel suo ufficio, quando arriva Pete trova l'amico in preda ad un'overdose. Pete subito chiama un'autombulanza, ma quando l'uomo si risveglia, in preda a una crisi di panico, di rabbia, spinge Dell contro la libreria di Pete ferendolo, e se ne va. La sera, Pete va a casa dell'uomo dove trova la moglie che confessa all'amico di non vedere più suo marito da molto tempo. L'indomani, Pete si reca in ospedale per visitare l'amico, il quale confessa di aver usato delle siringhe sporche e, inoltre, dice a Pete di volersene andare. Poco dopo, Pete trova l'amico pronto ad andarsene quando però irrompono nella stanza i servizi sociali, chiamati da Pete stesso.
Naomi, in collaborazione con Violet, si occupa di una donna che vuole avere il bambino di sua figlia, morta poco prima. Naomi sembra propensa a soddisfare il desiderio della donna, ma Violet si oppone perché sa bene quanto la figlia odiasse la madre. Poco dopo però, Violet cambia idea a seguito di una conversazione con la donna che confessa di volere quel bambino per essere una madre migliore. Naomi e Violet ora sono pronte all'operazione quando però la donna sembra ripensarci per paura di fallire di nuovo come madre. Ora toccherà a Naomi convincerla e, finalmente l'operazione va a buon termine.
Cooper, l'unico a conoscenza del segreto di Violet, spinge l'amica a confessare tutto sia a Sheldon sia a Pete, ma la donna, dopo aver parlato con entrambi, capisce che nessuno dei due vuole diventare padre e così decide di non dire niente. Cooper allora, visto che l'amica ha bisogno di qualcuno, decide di trasferirsi da lei ma, proprio mentre sta per andare via arriva a casa sua Charlotte, che dopo i ripetuti tentativi dell'uomo di tornare con lei, ha capito di aver sbagliato a mandarlo via ma, quando scopre che Cooper sta andando a vivere da Violet, reagisce male e se ne va.
Sam, dopo non essere riuscito a copulare con Sonia, si confida con Naomi la quale gli consiglia di andare da Pete. L'uomo segue il consiglio e Pete gli dà delle erbe che, a sua detta, dovrebbero aiutarlo a rilassarsi. Intanto, nonostante il parere contrario di Addison, Naomi continua a vedere Archer.
- Guest star: Grent Show, Brian Benben, Diane Venora, Sharom Leal, Christopher Gartin.

## Approvazione
- Titolo originale: Acceptance
- Diretto da: Steve Gomer
- Scritto da: Mike Ostrowski

### Trama
L'episodio si apre con Addison disperata che chiama Derek, dicendogli di avere bisogno di lui.
14 ore PRIMA:
Naomi ha passato la notte con Archer quando gli dice di dover andare via, l'uomo però non vuole andarsene quando improvvisamente ha un attacco convulsivo. Naomi terrorizzata lo porta in ospedale dove però, Archer si rifiuta di sottoporsi ad ulteriori controlli. Preoccupata per l'accaduto, Naomi cerca un dialogo con Archer, il quale le confessa di avere un tumore al cervello, inoperabile. Naomi, sconvolta va da Sam al quale confessa di avere un segreto importantissimo da dover nascondere però ad Addison. La donna, inizialmente convinta di mantenere il segreto, poi crolla e svela tutto ad Addison che, sconvolta smuove mari e monti per avere i risultati delle tac del fratello e, una volta ottenute, convoca tutti nel suo ufficio, Archer compreso. Quando il fratello arriva, scherza sulla faccenda, ma Sam nota qualcosa di strano: l'uomo non riesce a muovere l'occhio verso l'alto. Archer però vieta alla sorella di intromettersi. Preoccupata per quanto successo, Addison si confida con il fratello e gli confessa di non riuscire nemmeno a pensare la sua vita senza di lui. Archer, per assecondare e tranquillizzare la sorella, si sottopone ad una nuova tac dalla quale però evince che non si tratta di tumore, bensì di uova di vermi, conseguenti ad un viaggio fatto poco tempo prima. Addison propone di intervenire chirurgicamente, ma Archer si rifiuta e propone una cura alternativa, trovando d'accordo anche Naomi e Sam. L'indomani, sembra andare tutto per il meglio, quando però Archer ha un nuovo attacco, di fronte agli occhi di Addison che, terrorizzata corre in ospedale. La crisi di Archer non sembra passare e anche la stessa Charlotte consiglia di intervenire: a questo punto, Sam blocca le convulsioni dell'amico mediante un coma farmacologico mentre Addison, in preda alla disperazione chiama Derek. Poco dopo, arriva un'eliambulanza che trasporta Archer, Addison e Naomi al Seattle Grace.
Intanto, le attività delle studio proseguono e Dell si trova a fare i conti con la propria coscienza: a seguito di un parto assistito, la bambina presenta un ematoma sulla testa che preoccupa molto il ragazzo, nonostante Addison gli abbia detto che è normale. Dell, ossessionato dal fatto, parla anche con Violet, che a sua volta lo tranquillizza. Successivamente, Dell si rende conto che le sue preoccupazioni erano fondate su una base di ansia in quanto la bambina è in piena forma.
Violet, tranquillizzata per la presenza di Cooper a casa sua, ha dei dolori e chiede a Dell di farle la sua prima ecografia e di seguirla durante la gravidanza. Violet, a seguito dell'ecografia, che risulta perfetta, viene spinta da Cooper a confessare tutto a Pete e Sheldon: non appena i due vengono messi al corrente della gravidanza e anche della decisione di Violet di continuarla, da sola, un po' allibiti, un po' arrabbiati, se ne vanno lasciandola sola.
Cooper, nonostante i continui litigi con Charlotte dovuti al suo improvviso trasferimento da Violet, continua a mantenere il segreto dell'amica e si immerge a capofitto nel lavoro. In ufficio arriva una sua paziente che ha un problema agli arti inferiori e che finalmente potrà subire un intervento. La bambina dà una lettera a Cooper nella quale i genitori dicono al dottore di non poter continuare a prendersi cura della figlia. Cooper, sconvolto dalla notizia, manda la bambina da Violet e anche la donna si convince che la famiglia va riunita. Cooper va dai genitori della bambina i quali però, non vogliono più occuparsene. Cooper allora si rivolge a Charlotte in quanto per poter portare a termine l'intervento è necessario il consenso dei genitori, consenso ancora non firmato. Inizialmente contraria, Charlotte aiuta Cooper per il bene della bambina, la quale, dopo essere stata operata viene però affidata ai servizi sociali. Cooper e Charlotte, dopo l'accaduto riescono a parlare e Cooper confessa a Charlotte che Violet è incinta, confessione che però non cambia le cose tra loro.
- Guest star: Brian Benben, Alyssa Shafer, Grant Show.
- Cross-over con l'episodio di Grey's Anatomy intitolato Prima e dopo.

## Ex-vita
- Titolo originale: Ex-Life
- Diretto da: Mark Tinker
- Scritto da: Jon Cowan, Robert Rovner, Krista Vernoff e Debora Cahn

### Trama
L'episodio si svolge tra il Seattle Grace dove Addison, Naomi e Sam si ritrovano con Derek, Mark e tutto il personale dell'ospedale per curare Archer e tra lo studio della Ocean side dove le attività sono lasciate nelle mani di Pete, Cooper, Violet e Dell.
Derek, per fare un favore ad Addison, ha operato Archer che però, al suo risveglio non sembra contento dell'esito del risultato e, nonostante le parole tranquillizzanti di Naomi, chiede ripetutamente alla dottoressa Bailey di fare un'altra tac. Mentre però Naomi sta coccolando l'ormai fidanzato, arriva Sam che viene colto da un attacco improvviso di asma e sviene. Subito la Bailey porta l'uomo in una stanza per fare nuovi accertamenti, ma sia lei sia Addison si convincono che la causa dell'attacco sia la gelosia che ha provato nel vedere l'ex moglie con l'odiato amico. Intanto il capo, decide di cogliere l'occasione per pubblicizzare l'ospedale: fare un'intervista con soggetto il miglior neurochirurgo al mondo (Derek) che ha guarito un famoso neurologo (Archer). Per far sì che tutto vada bene, il capo programma una nuova tac per Archer, nonostante Derek abbia detto che non fosse necessaria. Dalla tac però, sembrano esserci ancora dei noduli tumorali che preoccupano Archer, il quale decide di chiedere perdono a tutti i suoi amici facendo delle confessioni pericolose. Poco dopo però, arriva Derek che informa l'odiato ex cognato che quelle macchie che vedeva erano semplicemente dei riversamenti che si sarebbero riassorbiti poco dopo.
Intanto, Sam è ricoverato in ospedale e tutti gli accertamenti portano alla motivazione data da Addison. Solo più tardi, quando l'uomo riceve la visita di Naomi e insieme parlano con la dottoressa Bailey, scoprono che la causa del malore era semplicemente la sua allergia, cosa che rincuora molto l'uomo.
Derek, dopo aver operato Archer, chiede aiuto ad Addison per una sua paziente incinta che sta avendo delle complicazioni dopo una sua operazione. Inizialmente titubante, Addison accetta l'incarico e si trova a collaborare con Derek e Alex. Insieme, riescono così a salvare la donna.
Nel frattempo alla Ocean side, sono tutti occupati con il caso di una donna affetta da schizofrenia post partum. La donna, andata allo studio per far controllare la figlia, risulta molto nervosa e stressata e, portata all'esasperazione, confessa di aver tentato di uccidere sua figlia. Sconvolti, Cooper, Violet e Pete chiamano il marito della donna che, messo al corrente di ciò, non sa come comportarsi. Aiutato però dall'équipe medica, riesce a perdonare la moglie e, insieme a superare la crisi.
Charlotte, dopo aver visto un bel quadretto famigliare composto da Cooper, Violet e la bimba, confessa all'uomo che non può sopportare questa situazione. A sua volta, Violet trova l'appoggio di Pete per la gravidanza.
- Special guest star: Justin Chambers, Chandra Wilson, James Pickens Jr., Eric Dane, Patrick Dempsey.
- Guest star: Jennifer Westfeldt, Ben Shenkman, Abigail Spencer, Steven W. Bailey, Grant Show.
- Cross-over con l'episodio di Grey's Anatomy dal titolo Prima e dopo.

## Aspetta e vedrai
- Titolo originale: Wait and See
- Diretto da: Michael Zinberg
- Scritto da: Steve Blackman

### Trama
Dopo lo scampato pericolo, Archer torna a vivere da Addison e sembra che le cose tra lui e Naomi vadano alla grande. Una sera però, mentre Addison è in veranda a parlare con Naomi, rientra in casa e trova Archer con un'altra donna. Preoccupata per l'amica, cerca di convincere il fratello a parlarle, ma invano. Intanto, per sviare il problema, Addison si occupa, assieme a Dell di un parto apparentemente normale. Non appena però il feto viene partorito, si viene a creare un grosso problema: il sesso del neonato non è definito. Alla notizia, i genitori reagiscono in malo modo e perciò viene inserita nel "caso" anche Naomi che dovrà stabilire quali siano i geni sessuali maggiori. Dalle analisi risulta che il neonato è più femmina che maschio ma, nonostante ciò, i genitori accettano di sottoporre il neonato a un'operazione per mascolinizzare il suo corpo chiudendo l'apertura vaginale. Inizialmente d'accordo, in sala operatoria però, Addison si tira indietro ed esausta del segreto che sta tenendo all'amica, confessa a Naomi che Archer la sta tradendo. A questo punto, sconvolta, Naomi decide di andare dal padre del neonato che, dopo il ritiro di Addison, ha lasciato la moglie e gli fa un discorso molto duro che lo convince a tornare indietro e a prendersi le sue responsabilità.
Intanto, Violet viene invitata da Sheldon a prendere parte ad un progetto di terapia per coppie. Durante una paura delle sedute però, Violet vede uno dei mariti insieme a una delle altre mogli. Obbligati dal loro mestiere i due vengono chiamati in privato e sembrano convinti a confessare tutto ma, durante la seduta l'uomo si tira indietro e torna con la moglie mentre la donna, dopo aver confessato l'adulterio, viene lasciata dal marito.
Pete si trova alle prese con una sua paziente malata di cancro che si sta sottoponendo a delle cure alternative. La cosa però sta diventando incontrollata e Pete le consiglia di sottoporsi a chemioterapia, ma la donna è contraria al solo pensiero e continua a chiedere aiuto all'amico.
Cooper, a fine serata, incontra Charlotte la quale, inizialmente fredda e convinta come al suo solito, le confessa di essere andata a letto con Archer. Cooper, inizialmente scioccato, le dice però che non smetterà di amarla per questo e, per questa volta la perdona. Il muro di Charlotte crolla e la donna cede alle lacrime tra le braccia di Cooper.
Tornata a casa, Addison trova le valigie di Archer che, però, non ha neanche il coraggio di salutare Naomi che, a questo punto, lo odia.
Sam, dopo la giornata passata allo studio, passa la serata con Sonia ma, proprio mentre stanno avendo un rapporto sessuale lui la chiama Naomi.
- Guest star: Brian Benben, Sharom Leal, Marin Hinkle, Erik Palladino, Emma Caulfield, Leonard Roberts, Alexandra Lydon, Grant Show.
- Cross-over con l'episodio di Grey's Anatomy dal titolo Un errore in buona fede.

## Arrivi o te ne vai?
- Titolo originale: Finishing
- Diretto da: Donna Dietch
- Scritto da: Shonda Rhimes

### Trama
Cooper ha a che fare con una piccola paziente con un grave problema cardiaco. Dopo diversi anni, sembra che possa essere operata. L'operazione va per il meglio ma, una volta ripresa, la bambina viene informata dal dottore che non sono riusciti a togliere del tutto il problema e che dovrebbe sottoporsi ad altri cicli di chemioterapia per poi sottoporsi ad un'altra operazione. La bambina, disperata, chiede ai genitori di non farla operare, ma questi, per il bene della bambina non l'ascoltano e fanno ciò che dice il dottore. Cooper rimane solo con la paziente la quale, in un momento di confidenza, dice all'amico-dottore di volere uscire insieme agli altri bambini, di voler fare surf, di giocare e che se i genitori la sottoporranno a quest'altra sofferenza continuerà a vivere sì, ma una vita in ospedale. Cooper decide allora di comunicare il volere della bambina ai genitori e allo stesso dottore, nonché a Charlotte. Charlotte a questo punto, d'accordo con il dottore, si vede costretta a chiamare un avvocato il quale non ascolta la bambina e impone di sottoporla a nuove cure. È arrivato il momento in cui la bambina sta per essere operata ma, finalmente, i genitori l'ascoltano e prendono la decisione giusta: liberano la bambina da tutti i tubi e macchinari medici e la lasciano vivere, anche se per poco, come una bambina normale.
Intanto, Pete e Sheldon vanno da Violet per chiedere un test di paternità. I tre stanno discutendo quando Pete viene chiamato dall'ospedale. Arrivato, trova una sua paziente in gravi condizioni dopo essere stata aggredita. Portata allo studio, la ragazza viene curata da Pete e, con l'aiuto di Violet, deve cercare di ricordare tutto. Le sedute vanno avanti e la ragazza, poco alla volta comincia a ricordare fino a che non è in grado di riconoscere il suo aggressore. Dopo il riconoscimento però, qualcosa nella sua mente comincia a reagire tanto da far diventare la ragazza paranoica: vede ovunque quel volto e non riesce più a vivere bene. Pete cerca di convincere Violet a smettere, ma la donna è convinta che per il bene della paziente deve arriva al giorno del processo e, accanto alla ragazza ci sono anche Pete e Violet. È il suo turno per testimoniare quando la ragazza ha un blocco e non riesce più a ricordare niente. Interviene allora Violet che riesce a tranquillizzarla e infine, tutto va per il meglio. Tornati in ufficio, Violet si trova di nuovo di fronte a Pete e Sheldon ai quali dice che non se la sente di fare il test.
Addison riceve nel suo studio Morgan, una ragazza incinta che, già in precedenza ha avuto degli aborti. La ragazza è molto preoccupata per dei dolori che prova e Addison, per tranquillizzarla, instaura un rapporto d'amicizia con la paziente. Mentre sta uscendo dalla sala operatoria, Addison incontra un dottore (lo stesso che aiuta Cooper con la sua paziente) con il quale sembra esserci un certo feeling. I giorni e i mesi passano, così come la gravidanza di Morgan, la nuova amicizia tra le due donne e anche questo nuovo flirt. I due dottori si incontrano di nuovo ma, quando Addison (finalmente) si presenta, il dottore se ne va. L'indomani, arriva Morgan in ufficio e questa volta è accompagnata da suo marito, Noah: Addison lo riconosce subito. È il dottore. Inizialmente allibita, Addison continua con gli accertamenti su Morgan come se niente fosse. Poco dopo, Addison rimane sola con Noah il quale le dice che già da prima il rapporto con sua moglie era finito. La sera, accompagnata da Naomi, Addison incontra Noah ma, grazie alla sua forza di volontà, riesce a resistergli.
Sam, dopo aver chiamato Sonia Naomi, cerca di rimediare e, stranamente, trova Naomi propensa ad aiutarlo. Le cose tra Sam e Sonia sembrano andare alla grande fino a quando però, Naomi si rende conto, grazie anche a Dell e Addison, che non può continuare ad organizzare la vita sentimentale dell'ex marito e così decide di tirarsi indietro. Dopo questo passo, Sam si rende conto che con Sonia non può andare e la lascia confessandole di amare ancora Naomi.
- Guest star: Josh Hopkins, Amanda Detmer, Sharom Leal, Amber Benson, Kathe Mazur, Vince Grant, Lyrica Woodruff, Brian Benben.

## Quello che le donne vogliono
- Titolo originale: What Women Want
- Diretto da: Mark Tinker
- Scritto da: Lauren Schimdt

### Trama
Cooper arriva in ufficio e un ragazzo gli si avvicina per poi presentarsi: è un vecchio paziente di Cooper che, da bambino, aveva problemi al viso che lo portavano ad isolarsi e a non parlare. Ora, dopo diverse operazioni, il viso del ragazzo è normale e non ha più problemi a socializzare tanto che presenta al dottore la sua bella ragazza. Cooper, felicissimo per il ragazzo, successivamente lo visita come richiesto da lui stesso, per un semplice mal di gola. Durante la visita però, Cooper richiede l'intervento di Sam, trovando qualcosa di sospetto. Dopo degli esami, Cooper, supportato da Sam, deve dare una bruttissima notizia al ragazzo: ha un tumore alla gola, causato da HPV. Sentendo questa cosa, la ragazza scoppia in lacrime perché è lei ad aver contagiato il ragazzo con il papilloma virus. Il ragazzo però, la rassicura e le dice che supereranno anche questa, insieme. Poco dopo, il ragazzo ha una crisi ed è portato di corsa in ospedale dove si precipitano anche Sam e Cooper. Dopo aver controllato le analisi ed essersi consultati, Sam e Cooper comunicano al ragazzo che, visto lo stadio avanzato della malattia, l'unica cosa da fare è intervenire chirurgicamente rimuovendo però, parte della mandibola. La ragazza, ascoltando tutto, decide di andarsene perché, sentendosi così tanto in colpa, non riesce a sopportare tutto. Il ragazzo invece, vista la possibilità di intervenire con dei farmaci, rifiuta l'intervento rischiando così di morire lasciando attoniti Sam e Cooper.
Intanto, arriva all'Ocean side una paziente in cura da Violet, incinta, per fare un'ecografia di controllo da Dell. Mentre sta aspettando il suo turno, la donna si trova a parlare con Pete che si rende conto che la donna, nonostante la felicità per la gravidanza ha ancora qualche disturbo. Arriva il turno della donna per l'ecografia e a sostenerla, oltre Dell, entrano anche Pete e Violet. La donna è entusiasta e racconta ai medici di tutti i suoi progetti per la sua bambina. Durante l'ecografia però, Dell ha dei problemi e chiama Addison che gli conferma che stava facendo tutto bene e che il problema non è il suo: il feto non ha battito. Alla notizia, la donna, incredula, attacca Addison e Dell e se ne va, con la sua bambina. Visti i rischi che corre la donna portando in grembo un feto morto, Violet decide di andare a trovarla a casa dove trova la donna che sta preparando il corredino per la bimba. L'indomani, dopo essere stata raggirata da Violet, la donna si presenta allo studio per un ulteriore controllo, ma già è troppo tardi: la donna ha la febbre molto alta e devono subito intervenire. La donna però si rifiuta, perché la sua bambina è viva e scappa in corridoio, dove incontra Dell. Il ragazzo, sconvolto dopo che la sua bambina è stata portata via di nascosto dalla madre, riesce a parlare con la donna e a convincerla di lasciar andare la sua bambina.
Addison, dopo aver parlato con Pete della sua storia d'amore platonica, in ospedale decide di andare da Morgan che ha avuto dei problemi, e di dirle che non può più seguirla a causa dei suoi turni. La donna, sconvolta, rimane malissimo per la decisione dell'amica, ma l'accetta. Uscita dalla stanza, Addison viene raggiunta da Noah, il quale le chiede di cambiare idea, ma Addison conferma all'uomo la sua decisione, in quanto quello che lui sente per lei non è univoco. Addison poi, parla con i suoi amici e capisce che non è da lei abbandonare una sua paziente e così decide di tornare da Morgan per informarla che continuerà ad essere il suo medico.
A fine giornata, Violet con il sostegno del suo medico Dell, e di Pete, fa un'ecografia dalla quale risulta che il feto sta benissimo e che è maschio.
Naomi chiede a Sam di organizzarle un appuntamento, ma l'uomo, di nascosto, non lo fa perché si rende conto di amarla ancora. Solo dopo aver parlato con Addison si rende conto che non può andare avanti così e organizza l'appuntamento all'ormai ex moglie.
Tornato a casa, Cooper trova Charlotte e Violet che si stanno facendo la manicure e pedicure. Sconvolto dalla visione, se ne va per paura di essere attaccato dalle sue due donne.
- Guest star: Josh Hopkins, Amanda Detmer, Amanda Foreman, Agnes Bruckner, Jamie Thomas King, Jana Kramer.

## Fai la cosa giusta
- Titolo originale: Do the Right Thing
- Diretto da: Eric Stoltz
- Scritto da: Craig Turk

### Trama
Addison viene chiamata di corsa da Noah per dei forti crampi che hanno preso Morgan. Subito Addison si precipita a casa loro e qui Noah non perde occasione per mostrarle il suo amore, ma Addison riesce, ancora una volta, a resistergli. Arrivata in camera da Morgan, trova la donna dolorante e decide di farla trasportare in ospedale. Qui, le cose sembrano migliorare, quando Noah confessa ad Addison che non fa altro che pensare a lei. Poco dopo, Morgan ha una crisi e rischia di morire quando Noah, assistito da Addison, riesce a farla riprendere. Sconvolto, Noah se ne va e, seguito da Addison, comincia ad urlarle contro che non riesce più a guardare sua moglie perché ama lei, lasciando sconvolta Addison. L'indomani, il giorno dell'intervento per far partorire Morgan, Addison trova Noah pensieroso e, per convincerlo a stare vicino alla moglie gli parla come non era mai riuscita a fare. È arrivato il momento dell'intervento e Morgan non vuole dare il permesso finché non arriva Noah. L'uomo sembra non presentarsi quando, dopo molto, eccolo che arriva. Morgan, rincuorata, dà il permesso ed Addison può operarla.
Cooper intanto, si occupa di una sua paziente tredicenne. Durante la visita, Cooper rimane solo con la madre la quale le chiede una ricetta per far prendere la pillola alla figlia. Sconvolto dalla cosa, Cooper prova a capire il motivo di questa richiesta e la donna confessa che la figlia ha già rapporti sessuali con il fidanzatino e che è lei stessa a permetterglielo, così da evitare che la figlia faccia delle cose azzardate. Cooper, contrario alla cosa, ne discute con gli altri i quali pensano che in fin dei conti il comportamento della madre, pur azzardato, non è del tutto sbagliato. Nonostante sia contrario, Cooper fa fare delle analisi alla bambina dalle quali risulta incinta. Arrabbiato, Cooper dà la notizia alla bambina e alla madre, attaccandola. La donna decide di far abortire, a tempo debito, la figlia, ma quest'ultima, ancora sconvolta dalla notizia, decide di tenerlo. A questa decisione, la madre reagisce molto male, costringendo Cooper ad intervenire per farla ragionare.
Sam viene contattato da un suo caro amico avvocato per testimoniare a favore di un altro medico, accusato di aver lasciato morire un uomo arrivato in pronto soccorso durante il suo turno di lavoro. Sam si presenta in tribunale, ma le cose non vanno come ci si aspettava e Sam viene messo con le spalle al muro. Umiliato e frustrato, trova l'appoggio di Naomi e non si dà per vinto, bensì si rimbocca le maniche e comincia a studiare ogni dettaglio del caso. Durante l'analisi dei documenti però, Sam si rende conto che qualcosa non quadra e decide di andare a parlare direttamente con il medico. Messo di fronte ai fatti, l'uomo confessa che ha fatto sparire il foglio delle allergie per l'uomo in quanto di fronte al caso, per intervenire repentinamente, non aveva controllato la scheda dell'uomo e gli aveva somministrato dell'aspirina, alla quale era allergico. Sconvolto dalla cosa, Sam l'indomani non riesce a mentire e confessa tutto, facendo accusare il dottore. Usciti dall'aula, il suo amico avvocato però è infuriato con Sam e, attaccandolo per non avergli raccontato il fatto, se ne va.
Pete accoglie nel suo studio un suo piccolo paziente in cura da lui per alleviare le allergie. Questa volta però viene accompagnato dalla mamma e il bambino, innamorato di Pete, riesce a combinare un appuntamento ai due facendoli, successivamente, fidanzare. Questo fatto però, fa ingelosire Violet.
A fine giornata, Naomi confessa a Sam di avere un appuntamento con l'avvocato, facendo ingelosire, segretamente, Sam.
Addison, arrivata a casa, si sta preparando per la notte quando bussano alla sua porta: fuori, sotto la pioggia, c'è Noah. I due cominciano a baciarsi, ma Addison riesce a resistergli e a cacciarlo.
- Guest star: Josh Hopkins, Idina Menzel, Amanda Detmer, D.B. Woodside, Carrie Preston, Wendy Gazelle, Juliette Goglia, Max Burkholder.

## Cosa si fa per amore
- Titolo originale: What You Do for Love
- Diretto da: Tom Verica
- Scritto da: Ayanna A. Floyd

### Trama
Addison arriva allo studio dove ad aspettarla c'è una donna in procinto di partorire, accompagnata dal cognato. Addison comincia la visita, ma nota qualcosa di strano e consiglia così il ricovero in ospedale, dove nuovamente dovrà collaborare con Noah. Arrivati in ospedale, dopo vari accertamenti, Noah e Addison si trovano costretti a dover comunicare alla donna che ha una malformazione al cuore che sta compromettendo non solo la sua salute, ma anche quella del bambino. Alla notizia, il cognato e il fratello, nonché marito della donna giunto il prima possibile in ospedale, reagiscono malamente, in quanto si sentono impotenti di fronte a quanto sta succedendo. Noah cerca però di rincuorarli, dicendo loro che hanno messo la donna in lista d'attesa per un trapianto. Le condizioni della donna peggiorano, ma, casualmente, il marito della donna muore: l'uomo è un donatore di organi. Subito Noah e Addison, nonostante i dubbi di quest'ultima riguardo alla morte dell'uomo, preparano tutto per il trapianto quando però vengono interrotti da Charlotte: la morte risulta troppo sospetta e, da buon medico, Charlotte si è vista costretta a chiamare i servizi sanitari per fare gli accertamenti. Il tempo stringe e Addison cerca di convincere Charlotte ad accelerare i tempi. Finalmente possono fare il trapianto. Tutto va per il meglio e al risveglio la donna, addolorata per la morte del marito, è sana e senza più problemi. Addison intanto, ancora sicura dell'omicidio, accusa il cognato della donna di aver ucciso suo fratello per salvare la vita della donna che lui ama, ma, poco dopo, verrà smentita dai risultati delle analisi che mostrano che l'uomo si è suicidato.
Allo studio, Sam incontra una sua paziente la quale ha un'infezione intima. La donna si fa prescrivere dei medicinali e tutto sembra andare per il meglio. Poco dopo però, dall'ospedale viene chiamato Cooper per un suo paziente ricoverato. Cooper assieme a Sam si reca in ospedale dove trovano in ragazzo ricoverato per una reazione allergica. Tornati allo studio, Sam riceve nuovamente la sua paziente la quale confessa di essere la causa del ricovero del ragazzo: i due sono amanti. La donna racconta di come il ragazzo, suo studente, inizialmente era preso solo dalle lezioni, ma che, a mano a mano, tra i due è nato qualcosa. Sam, insieme a Cooper, subito sconsiglia alla donna di continuare questa relazione in quanto il ragazzo è ancora minorenne, ma la donna continua a sostenere il suo amore. Intanto, giunti in ospedale, Sam e Cooper provano a parlare con il ragazzo che a sua volta sostiene il suo amore. Arrivano i genitori del ragazzo e poco dopo arriva anche l'insegnante. In un clima di tensione, i genitori capiscono tutto e cacciano la donna. I due intanto, comunicano a Sam che hanno sporto denuncia contro la donna. Alla notizia, quest'ultima si dispera e, accompagnata da Sam e Cooper decide di andare a parlare con il ragazzo e troncare la relazione, nonostante tutto l'amore e i progetti fatti insieme.
Naomi riceve un invito dal capo del quarto piano. L'uomo si complimenta con lei e le offre il posto di direttrice, cioè il posto che al momento ricopre Charlotte. Naomi, lusingata per l'offerta si rifiuta in quanto fedele all'Ocean side. Nonostante il rifiuto, l'uomo continua a vedere Naomi e a farle la stessa proposta, ricevendo sempre un no in risposta. Intanto però, Charlotte si rende conto che l'uomo sta facendo visita a tutti tranne che a lei e perciò si insospettisce. Per rimediare al fatto, va lei dall'uomo non ricevendo però l'accoglienza desiderata. A fine giornata, Naomi va da Sam per parlare, ma l'uomo le confessa di non essere più disposto a continuare questa amicizia e che ha bisogno dei suoi spazi. Sconvolta dalla cosa, Naomi se ne va.
Intanto Pete continua la sua relazione con la mamma del suo piccolo paziente. Tutto sembra andare per il meglio quando però si rende conto che in realtà lui ha bisogno di Violet e che vuole starle vicino durante e dopo la gravidanza. La donna, capendo i bisogni di Pete, lo lascia andare. Pete si decide allora di andare a parlare con Violet, quando però viene superato da Sheldon che si precipita da Violet per raccontargli di un paziente e per confessarle il suo amore e chiederle di sposarlo.
- Guest star: Josh Hopkins, Idina Menzel, James Morrison, Melinda Page Hamilton, Elise Neal, Mathew St. Patrick, Charlie McDermott, Max Burkholder, Brian Benben.

## Tuo, mio, nostro
- Titolo originale: Yours, Mine and Ours
- Diretto da: Michael Zinberg
- Scritto da: Jon Cowan e Robert Rovner

Violet e la sua ex-paziente nell'episodio

### Trama
Violet sembra dover partorire da un momento all'altro, tutti sono pronti, Dell è in posizione, giungono sul posto Cooper, Addison, Pete, Sheldon, ma niente: è un falso allarme.
Naomi riceve due pazienti rimaste incinte nello stesso periodo e diventate ora amiche. Naomi compie gli esami di routine per assicurarsi che entrambi i feti stiano bene ma, una volta letti i risultati delle analisi, Naomi scopre che una delle due mamme aspetta un bambino malato. Dopo aver parlato con entrambe le donne, Naomi si rende conto che durante la pratica di inseminazione, ha scambiato gli ovuli e quindi le donne aspettano il bambino l'una dell'altra. Le donne, messe di fronte alla cosa e dopo aver scoperto che lo scambio è avvenuto tra loro due, reagiscono in maniera differente: una, sposata e con il marito accanto, decide di abortire per poi riprovare, mentre l'altra vorrebbe continuare le due gravidanze in quanto rimasta vedova quella è l'unica ed ultima possibilità per avere un bambino suo e del suo defunto marito. Nonostante le due donne parlino, la decisione non cambia.
Addison si trova nuovamente di fronte a Morgan che è in procinto di partorire. La gravidanza sta terminando per il meglio quando lei, Morgan e Noah si trovano faccia a faccia per pianificare il parto. Una volta che Noah lascia la stanza, Morgan si insospettisce e chiede ad Addison se ha una relazione con suo marito, lasciando di stucco la donna che prontamente smentisce. Poco dopo, Addison si ritrova sola con Noah per discutere dell'accaduto e l'uomo continua a sostenere il suo amore per Addison, quando anche la dottoressa cede all'attrazione per lui. I due cominciano a baciarsi quando squilla il telefono di Addison: è Morgan. Entrambi corrono dalla donna che sta per partorire. In sala parto però, Addison, vedendo Noah accanto a sua moglie, ha un blocco e se ne va, facendosi sostituire da Dell.
Dell intanto, riceve la visita della sua ex compagna che, nuovamente fatta, gli chiede del denaro ricattandolo di non fargli più vedere sua figlia. Dell, non sapendo cosa fare chiede un prestito a Naomi la quale però viene dissuasa da Sam, il quale dice a Dell che non è quello il modo per riavere sua figlia. Dell ora non sa che fare quando, poco dopo, entra nel suo studio Sam, il quale si scusa per il suo comportamento e gli concede il prestito. Dell incontra la donna, ma, dopo aver riabbracciato sua figlia, la manda via senza darle i soldi e minacciandola di denunciarla.
Sam intanto, parla nuovamente con Naomi confessandole di essere ancora innamorato di lei. Sconvolta dalla notizia, solo dopo Naomi confessa di aver accettato il nuovo lavoro, che ha avuto come conseguenza il licenziamento di Charlotte.
Pete riceve la visita della donna che, poco tempo prima, aveva perso il suo bambino. La donna, apparentemente stabile, è in realtà esaurita e confessa a Pete di non prendere più le sue medicine, reputandole inutili in quanto ora sta bene. Dopo un po', inoltre, Pete si rende conto che la donna rifiuta di aver perso la bambina. Resosi conto delle condizioni della donna, Pete chiede a Violet di intervenire. Durante la seduta però, la donna sembra interessata solo al bambino di Violet. Poco dopo, la donna se ne va e Violet e Pete rimangono a discutere sulle condizioni della donna. Violet torna nel suo ufficio e, poco dopo la raggiunge Pete che le confessa di essere innamorato di lei. Inizialmente Violet rifiuta Pete ma, dopo, si rende conto di aver sbagliato e va nel suo ufficio dove finalmente riesce a dichiararsi. Violet torna a casa mentre in ufficio si presenta Sheldon che però, tramite le parole di Pete capisce che la scelta di Violet non è ricaduta su di lui. Intanto, a casa, Violet si sente finalmente felice e realizzata quando bussano alla porta. Va ad aprire ed è la stessa donna della mattina che, dopo averla colpita e tramortita, prepara il tutto per fare un cesareo a Violet. La donna pensa che il bambino in grembo di Violet sia la sua bambina e che Violet gliel'ha rubata. Violet, spaventata, cerca di dissuadere la donna la quale però ormai è convinta di ciò che sta facendo. È sera e Cooper torna a casa. Violet da dentro prova a chiamarlo, ma non riesce ad urlare. Mentre Cooper sta per aprire la porta, lo chiama Charlotte, in lacrime per essere stata licenziata e così, Cooper se ne va lasciando Violet nella disperazione più totale. La donna si è convinta: sta per incidere la pancia di Violet quando è quest'ultima stessa a dirle dove dover tagliare.
- Guest star: Josh Hopkins, Amanda Detmer, James Morrison, D.B. Woodside, Amanda Foreman, Robin Weigert, Agnes Bruckner, Tessa Thompson, Brian Benben.